# 普列罗
普列罗（義大利語：Priero），是意大利库内奥省的一个市镇。总面积20.2平方公里，人口496人，人口密度24.6人/平方公里（2009年）。ISTAT代码为004175。